# ویل، اندر
ویل، اندر (به فرانسوی: Veuil) یک کمون در فرانسه است که در اندر واقع شده‌است. ویل ۱۸٫۸۴ کیلومتر مربع مساحت و ۳۷۹ نفر جمعیت دارد و ۱۳۰ متر بالاتر از سطح دریا واقع شده‌است.